# Carlos Tejedor
Carlos Tejedor è un comune dell'Argentina situato nella provincia di Buenos Aires. La località è il capoluogo amministrativo del Partido di Carlos Tejedor.